# 柿崎洋一郎
柿崎 洋一郎（かきざき よういちろう、1959年3月7日 - ）は、音楽プロデューサー、編曲家、作曲家、ピアニスト、キーボーディスト。東京都出身。

## 経歴
- 1978年 - 来生たかおのサポート・ミュージシャンとしてキャリアをスタート。
- 1980年代前半 - 近藤真彦のバックバンド「ダブルス」のメンバーに加入。
- 1986年 - 久保田利伸のバックバンド「MOTHER EARTH」のメンバーに加入。
- 1990年以降、編曲家として久保田の楽曲のほぼすべてのアレンジを担当する。R&Bの需要が増えたことにより、数多くのアーティストの編曲やプロデュースを手掛けるようになり、CHEMISTRY、小柳ゆき、平井堅、上戸彩、Sowelu、米倉利紀、石井竜也、椎名純平、西脇唯、20th Century、KinKi Kids（WACKY KAKI名義）などを手掛けている。中村キタローとは「YO!キタロー」というユニットで、高橋洋子、マリベスのプロデュースを行なっている。
- 2002年には自身のソロアルバム（インスト）『Dog Soul K』をリリース。スタジオ・ミュージシャンとしてはこれまで、平井堅、山崎まさよし、スガシカオ、田原俊彦、中山美穂、清水美恵などのレコーディングに参加している。
- 2008年 - 東方神起「3rd Live Tour - T -」にバンドマスターとして参加。
- 2009年
  - 東方神起「4th Live Tour - The Secret Code -」にバンドマスターとして参加。
  - テゴマス 「テゴマス 1stライブ テゴマスのうた♪」にキーボードとして参加。
  - KREVA 「KREVA CONCERT TOUR '09 意味深2」にキーボードとして参加。
- 2012年 - 東方神起「LIVE TOUR 2012 〜TONE〜」にバンドマスターとして参加。
- 2013年 - 東方神起「LIVE TOUR 2013 〜TIME〜」にバンドマスターとして参加。
- 2014年 - 東方神起「LIVE TOUR 2014 ～TREE～」にバンドマスターとして参加。